# Нижняя Ланная (Карловский район)
Нижняя Ланная (укр. Нижня Ланна) — село,
Нижнеланновский сельский совет,
Карловский район,
Полтавская область,
Украина.
Код КОАТУУ — 5321683601. Население по переписи 2001 года составляло 954 человека.
Является административным центром Нижнеланновского сельского совета, в который не входят другие населённые пункты.

## Географическое положение
Село Нижняя Ланная находится на левом берегу реки Ланная,
выше по течению на расстоянии в 1 км и на противоположном берегу расположено село Редуты,
ниже по течению на расстоянии в 4,5 км расположено село Фёдоровка.
Река в этом месте извилистая, образует лиманы, старицы и заболоченные озёра.
Рядом проходит железная дорога, станция Ланная в 1,5 км.

## Экономика
- Молочно-товарная ферма.
- «Лан», ООО.

## Объекты социальной сферы
- Школа.